# Robert Hosp
Robert Hosp (ur. 13 grudnia 1939, zm. 5 października 2021) – szwajcarski piłkarz grający na pozycji napastnika. W swojej karierze rozegrał 16 meczów w reprezentacji Szwajcarii, w których strzelił 2 gole.

## Kariera klubowa
W swojej karierze piłkarskiej Hosp występował w klubach Lausanne Sports i CS Chênois. W sezonach 1961/1962 i 1963/1964 zdobył z klubem z Lozanny dwa Puchary Szwajcarii, a w sezonie 1964/1965 wywalczył mistrzostwo Szwajcarii.

## Kariera reprezentacyjna
W reprezentacji Szwajcarii Hosp zadebiutował 6 stycznia 1960 roku w przegranym 0:3 meczu Pucharu im. Dr. Gerö z Włochami, rozegranym w Neapolu. W 1966 roku był w kadrze Szwajcarii na Mistrzostwa Świata w Anglii. Na tym turnieju wystąpił trzykrotnie: z RFN (0:5), z Hiszpanią (1:2) i z Argentyną (0:2). W kadrze narodowej od 1960 do 1967 roku rozegrał 16 meczów, w których strzelił 2 gole.